# Jeff Healey

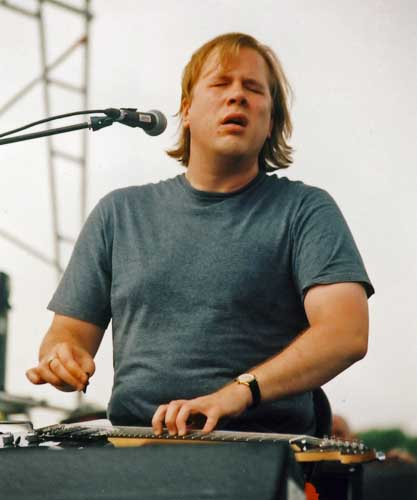
Jeff Healey, 2002

Jeff Healey (ur. 25 marca 1966 w Toronto, zm. 2 marca 2008 w Toronto) – kanadyjski muzyk.
Healey był niewidomy, stracił wzrok w wieku jednego roku z powodu nowotworu oczu – siatkówczaka, pomimo tego nauczył się grać na gitarze już jako trzylatek. Healey grał na gitarze w bardzo charakterystyczny i unikatowy sposób, w czasie gry trzymał ją płasko na kolanach.
W wieku 17 lat sformował swoją pierwszą grupę, Blues Direction, która dwa lata później zmieniła nazwę na Jeff Healey Band. Wkrótce po tym grupa podpisała kontrakt z wytwórnią płytową Arista Records i wydała płytę See the Light, z której pochodził pierwszy hitowy singel „Angel Eyes”, a piosenka „Hideaway” została nominowana do nagrody Grammy w kategorii „najlepszy utwór instrumentalny”. W 1990 r. grupa wygrała Juno Award dla najlepszego wykonawcy roku. Inne hity tego wykonawcy to „How Long Can a Man Be Strong” i nowa wersja przeboju The Beatles „While My Guitar Gently Weeps”.
W ostatnich latach Healey zajął się swoją prawdziwą pasją życiową wydając dwa albumy z tradycyjnym jazzem amerykańskim z lat 20. i 30. XX wieku. Był też kolekcjonerem płyt winylowych i miał w swej kolekcji ponad 25 tys. singli. Zagrał też jedną z ról w amerykańskim filmie fabularnym Wykidajło (Road House) u boku Patricka Swayze.
Zmarł 2 marca 2008 w Toronto na raka płuc.

## Dyskografia
- 1988 – See the Light
- 1990 – Hell to Pay
- 1992 – Feel This
- 1995 – Cover to Cover
- 1998 – Very Best Of
- 1999 – Master Hits Remastered
- 2000 – Get Me Some
- 2002 – Among Friends
- 2004 – Adventures in Jazzland
- 2006 – Ian Gillan – Gillan’s Inn (gościnnie)